# Mistrzostwa Oceanii w Judo 2002
18. Mistrzostwa Oceanii w judo odbywały się w dniach 1–3 czerwca 2002 roku w Wellington. W tabeli medalowej tryumfowali zapaśnicy z Australii.

## Klasyfikacja medalowa
| Miejsce | Państwo           |    |    |    | Razem |
| ------- | ----------------- | -- | -- | -- | ----- |
| 1       | Australia         | 10 | 12 | 5  | 27    |
| 2       | Fidżi             | 3  | 0  | 4  | 7     |
| 3       | Nowa Kaledonia () | 2  | 0  | 4  | 6     |
| 3       | Nowa Zelandia     | 1  | 4  | 12 | 17    |
| Razem   | Razem             | 16 | 16 | 25 | 57    |

## Medaliści

### Mężczyźni
| Konkurencja: | Złoto:                    | Srebro:                | Brąz:                              |
| −60 kg       | Cyril Chevalier           | Steven Giudice         | Adrian Robertson Frankie Serrano   |
| −66 kg       | Heath Young               | Andrew Ross            | Ben Pilley Julien Gras             |
| −73 kg       | Abedias Trindade de Abreu | Andrew Collett         | Marc Hmazun Tom Hill               |
| −81 kg       | Daniel Kelly              | Morgan Endicott-Davies | Gerald Chadfeau Jeremy Cox         |
| −90 kg       | Gavin Kelly               | Gareth Knight          | Nemani Takayawa Nicholas Whitty    |
| −100 kg      | Matt Celotti              | Martin Kelly           | David Bond Andrew Pragnell         |
| ponad 100 kg | Nacanieli Qerewaqa        | Daniel Rusitovic       | Philippe Vautrin                   |
| Open         | Gavin Kelly               | Andrew Pragnell        | Nacanieli Qerewaqa Nicholas Whitty |

### Kobiety
| Konkurencja: | Złoto:           | Srebro:            | Brąz:                              |
| −48 kg       | Julia Serrano    | Rochelle Stormont  | Helen Robertson                    |
| −52 kg       | Sonya Chervonsky | Chelisa Chester    | Fiona Glen                         |
| −57 kg       | Mária Pekli      | Sharon Taylor      | Carole Giudice Melissa Jones       |
| −63 kg       | Carly Dixon      | Belinda Giudice    | Nina Kolotilina                    |
| −70 kg       | Catherine Arlove | Renat Loader       | Elinore Stallworthy Sisilia Nasiga |
| −78 kg       | Laisa Laveti     | Chantal Castledine | Rebecca Finlay                     |
| ponad 78 kg  | Ana Navira       | Tahlia Cole        | ----                               |
| Open         | Tamsin Rigold    | Chantal Castledine | Xina Hudson Sisilia Nasiga         |